# LaGrange, Ohio
LaGrange là một làng thuộc quận Lorain, tiểu bang Ohio, Hoa Kỳ. Năm 2010, dân số của làng này là 2103 người.

## Dân số
- Dân số năm 2000: 1815 người.
- Dân số năm 2010: 2103 người.